# Pornografia racial

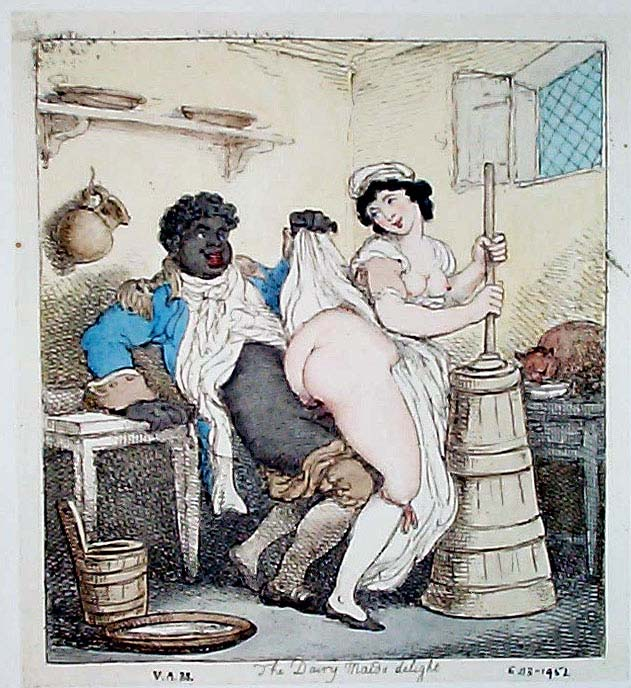
"The Dairy Maid's Delight", uma pintura de Thomas Rowlandson (1756–1827)

Pornografia étnica é um gênero de pornografia que apresenta performers ou imagens onde há a representação de indivíduos de diferentes raças específicas.
Filmes pornográficos Interraciais experimentaram uma explosão em popularidade nos Estados Unidos, tornando-se um dos gêneros que mais crescem, bem como um dos mais vendidos.
Behind the Green Door (1972) foi um dos primeiros filmes pornográficos para caracterizar o sexo entre uma atriz branca (Marilyn Chambers) com um ator negro (Johnnie Keyes). Na ocasião, a indústria pornô e o público espectador ficaram chocados com o espetáculo então tabu de uma mulher branca ter relações sexuais com um homem negro.
Embora o termo pornografia interracial teoricamente possa se aplicar às descrições de atividades sexuais entre indivíduos de quaisquer grupos raciais diferentes entre si, o termo é mais comumente usado para atos heterossexuais entre artistas negros e brancos. tipicamente empregando estereótipos étnicos
Nos filmes pornográficos esse tipo de relação é bastante explorado, principalmente entre homens negros com mulheres brancas.

## Principais nomes
- Jada Fire
- Nyomi Banxxx